# Talisker Bay
De Talisker Bay is een baai op Isle of Skye in Schotland. De baai heeft een oppervlakte van 0,5 km² en er is een strand aanwezig. De Talisker Bay ligt naast de Sea of the Hebrides. De rivieren Sleadale Burn en Talisker River monden er uit.